# Manduca lefeburii
Manduca lefeburii is een vlinder uit de familie van de pijlstaarten (Sphingidae). Manduca lefeburii werd in beschreven door Félix Édouard Guérin-Méneville.